# Silvestreno
El silvestreno es un compuesto perteneciente al grupo de los terpenos con la fórmula química C10H16.
Está presente en la resina, los aceites y los extractos de algunas coníferas así como en los preparados aromatizantes obtenidos a partir de ellos.
El silvestreno fue sintetizado por primera vez en 1912 por parte del químico británico y posterior Premio Nobel Sir Walter Norman Haworth.

## Reactividad
Con bromo da un tetraaducto con punto de fusión de 135 °C.
- Datos: Q6128507